# Sunday People
「Sunday People」（サンデーピープル）は、1998年9月30日に発売されたSUPERCARの5枚目のシングル。

## 解説
- 前作から4ヶ月ぶりのシングル。
- 初回限定：スーパーギャラクシーパッケージ（ラメ入りケース＋ピクチャーレーベル）
- シングル作品としては初めて初回盤が用意された。
- 本作でオリコンチャートの最高位を大幅に更新した（92位→21位）。なお、本シングルがバンドのシングルとしては最高位を記録している。

## 収録曲
1. Sunday People (5:21)
2. Seven Front (3:40)

全作詞：石渡淳治　作曲：中村弘二　編曲：SUPERCAR